# Lista chorążych reprezentacji Urugwaju na igrzyskach olimpijskich
Lista chorążych reprezentacji Urugwaju na igrzyskach olimpijskich – lista zawodników i zawodniczek reprezentacji Urugwaju, którzy podczas ceremonii otwarcia nowożytnych igrzysk olimpijskich nieśli flagę Urugwaju.

## Chronologiczna lista chorążych
| Lp. | Rok i miejsce     | Chorąży                   | Dyscyplina    |
| --- | ----------------- | ------------------------- | ------------- |
| 1   | 1924, Paryż       | b.d                       |               |
| 2   | 1928, Amsterdam   | b.d                       |               |
| 3   | 1932, Los Angeles | Guillermo Douglas         | Wioślarstwo   |
| 4   | 1936, Berlin      | b.d                       |               |
| 5   | 1948, Londyn      | b.d                       |               |
| 6   | 1952, Helsinki    | Estrella Puente           | Lekkoatletyka |
| 7   | 1956, Melbourne   | Héctor Costa              | Koszykówka    |
| 8   | 1960, Rzym        | Luis Aguiar               | Wioślarstwo   |
| 9   | 1964, Tokio       | Rubén Etchebarne          | Kolarstwo     |
| 10  | 1968, Meksyk      | Ana María Norbis          | pływanie      |
| 11  | 1972, Monachium   | Darwin Piñeyrúa           | Lekkoatletyka |
| 12  | 1976, Montreal    | b.d                       |               |
| 13  | 1984, Los Angeles | Carlos Peinado            | Koszykówka    |
| 14  | 1988, Seul        | Jesús Posse               | Wioślarstwo   |
| 15  | 1992, Barcelona   | Ricardo Fabini            | Żeglarstwo    |
| 16  | 1996, Atlanta     | Marcelo Filippini         | Tenis         |
| 17  | 1998, Nagano      | Gabriel Hottegindre       | Narciarstwo   |
| 18  | 2000, Sydney      | Mónica Falcioni           | Lekkoatletyka |
| 19  | 2004, Ateny       | Serrana Fernández         | pływanie      |
| 20  | 2008, Pekin       | Alejandro Foglia          | Żeglarstwo    |
| 21  | 2012, Londyn      | Rodolfo Collazo           | Wioślarstwo   |
| 22  | 2016, Rio         | Dolores Moreira Fraschini | Żeglarstwo    |